# Alergia al huevo
La alergia al huevo  es un tipo de alergia a los alimentos. Es una hipersensibilidad a las sustancias que contienen yema o clara de huevo, que causan una sobrerreacción en el sistema inmune que puede dar graves síntomas físicos, llegando a afectar a millones de personas en todo el mundo.
La alergia al huevo aparece principalmente, pero no exclusivamente, en niños. de hecho es la segunda alergia más común en los niños. (la más común es la alergia a la leche de vaca.) Normalmente se trata excluyendo el huevo de la dieta y vigilante los alimentos que puedan estar contaminados con huevo. La reacción más grave es conocido como anafilaxia y es una situación de emergencia que requiere atención médica inmediata y tratamiento con epinefrina. La mayoría de los niños superan esta alergia a la edad de cinco años pero algunos la mantienen toda la vida.

## Antígenos
La mayoría de gente con alergia a los huevos de gallina tienen anticuerpos que reaccionan con una o cuatro proteínas de la clara de huevo: ovomucoide, ovoalbúmina, ovotransferrina, y lisozima; el ovomucoide, es la más común que ataca el sistema inmune. La yema de huevo contiene varios antígenos potenciales: livetina, apovitilina, y vosvetina.

## Tratamiento
Actualmente no se puede curar la alergia al huevo.
Hay peligro de reacción adversa en las vacunas de la gripe que típicamente se hacen en embriones de pollo y el producto final contiene proteínas del huevo.